# Víctor Gutiérrez Marín
Víctor Leonardo Gutiérrez Marín (San José, 28 de agosto de 1991) es un futbolista costarricense que se desempeña como delantero en el Club de Fútbol UCR de la Primera División de Costa Rica.

## Trayectoria
Debutó en la Primera División con la Universidad de Costa Rica en el Torneo Invierno 2009 jugando un partido ante el Club Sport Cartaginés que terminó 1-1.

## Clubes
| Club                      | País       | Año               |
| ------------------------- | ---------- | ----------------- |
| Universidad de Costa Rica | Costa Rica | 2009 - Actualidad |